# Alviano
Alviano è un comune italiano di 1 339 abitanti della provincia di Terni in Umbria. Nel suo territorio geograficamente nella Valle del Tevere si trova parte del Lago di Alviano, creato artificialmente nel 1963 con uno sbarramento del Tevere.

## Geografia fisica
È possibile osservare come l'architettura in stile medievale sia adattata al territorio.
Nel punto più alto della collina si trova il rione "Valle", che sormonta dall'alto la vallata; apprezzabile per il suo verde e le sue aree attrezzate il rione "Pietraia", rione di nuova fondazione. Scendendo lungo la collina è possibile trovare "Alviano Vecchio": antico borgo medievale, fulcro della nascita e sviluppo del paese, dove è situato il castello, mentre la zona appena fuori dal centro storico, proseguendo verso il Campo sportivo e, risalendo, verso la palestra comunale, corrisponde ad "Alviano Nuovo". Alle pendici della vallata, situato a ridosso del lago di Alviano è possibile trovare "la stazione". Il terreno, a differenza delle altre zone, si mantiene pianeggiante, con lievi pendenze, estremamente adatto all'agricoltura di vario genere, anche se la vera eccellenza dell'agricoltura alvianese è l'olio prodotto nelle storiche colline al riparo dalla nebbia che avvolge "la stazione".

## Storia
Di origine medievale, fu feudo della famiglia nobile Liviani (di origine longobarda) nel cui seno venne alla luce il condottiero Bartolomeo d'Alviano.

## Monumenti e luoghi d'interesse

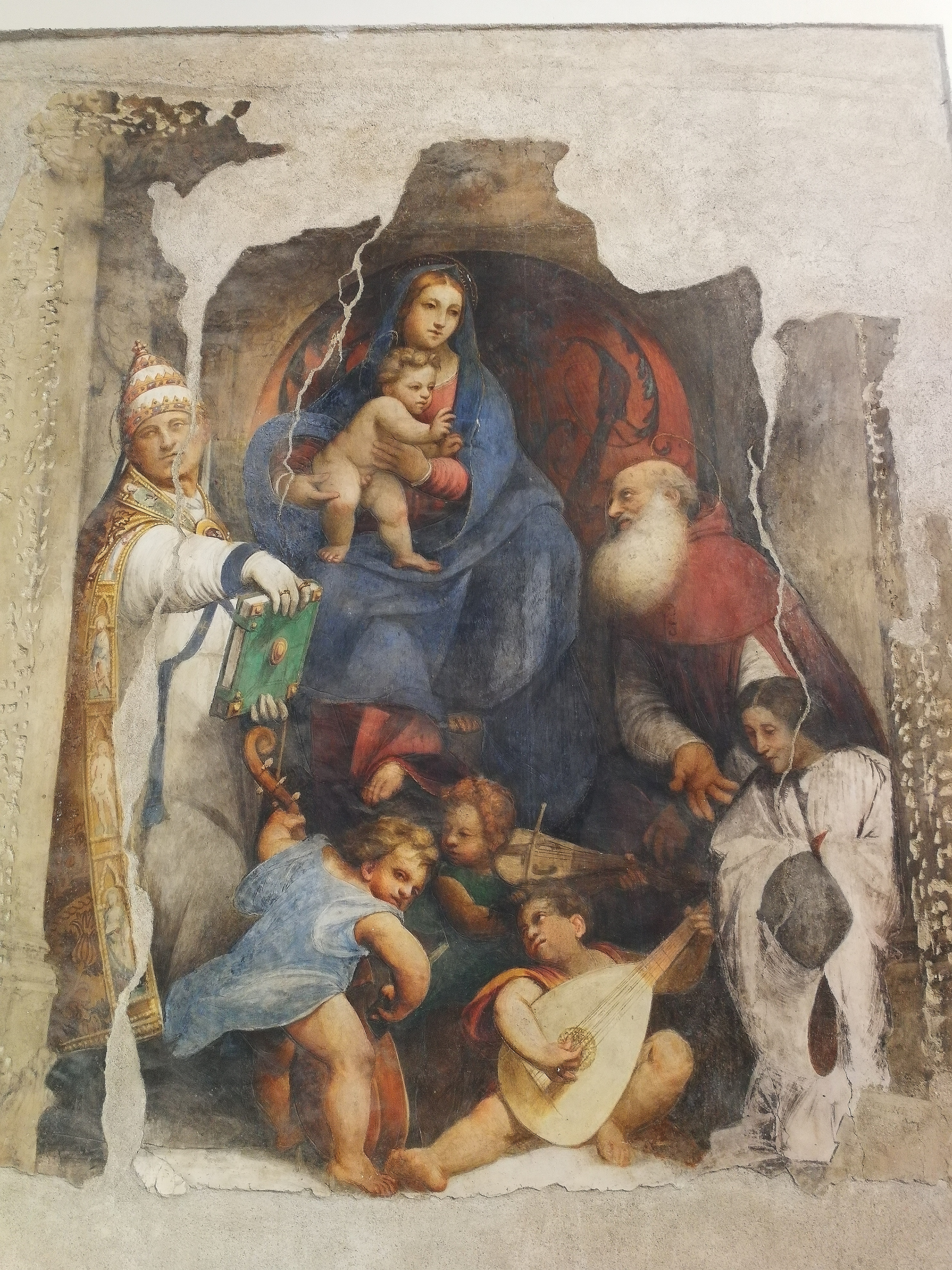
Alviano, Chiesa di Santa Maria assunta, Il Pordenone, Madonna col Bambino, Santi e un offerente

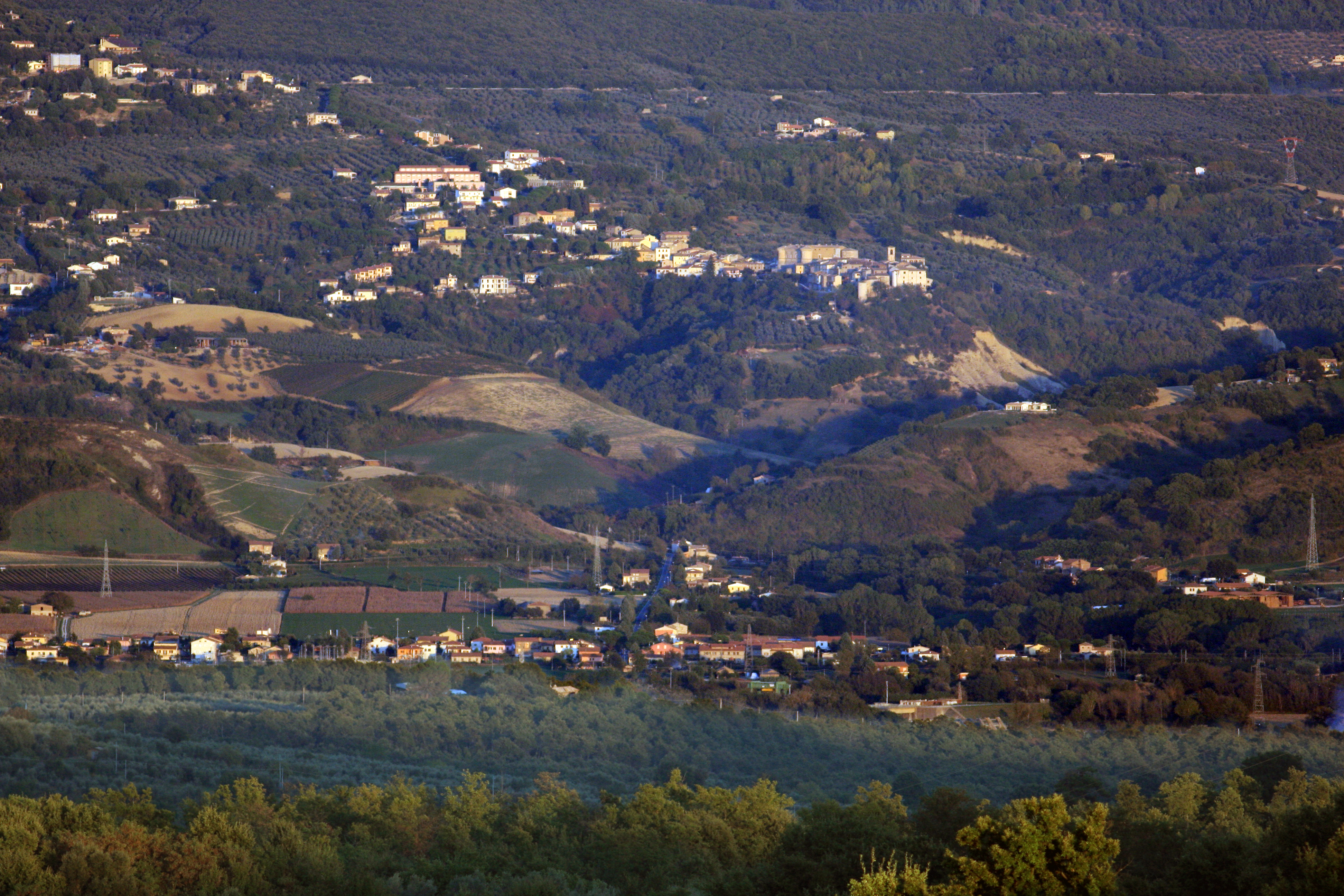
Panorama di Alviano da Castel Cellesi (VT)
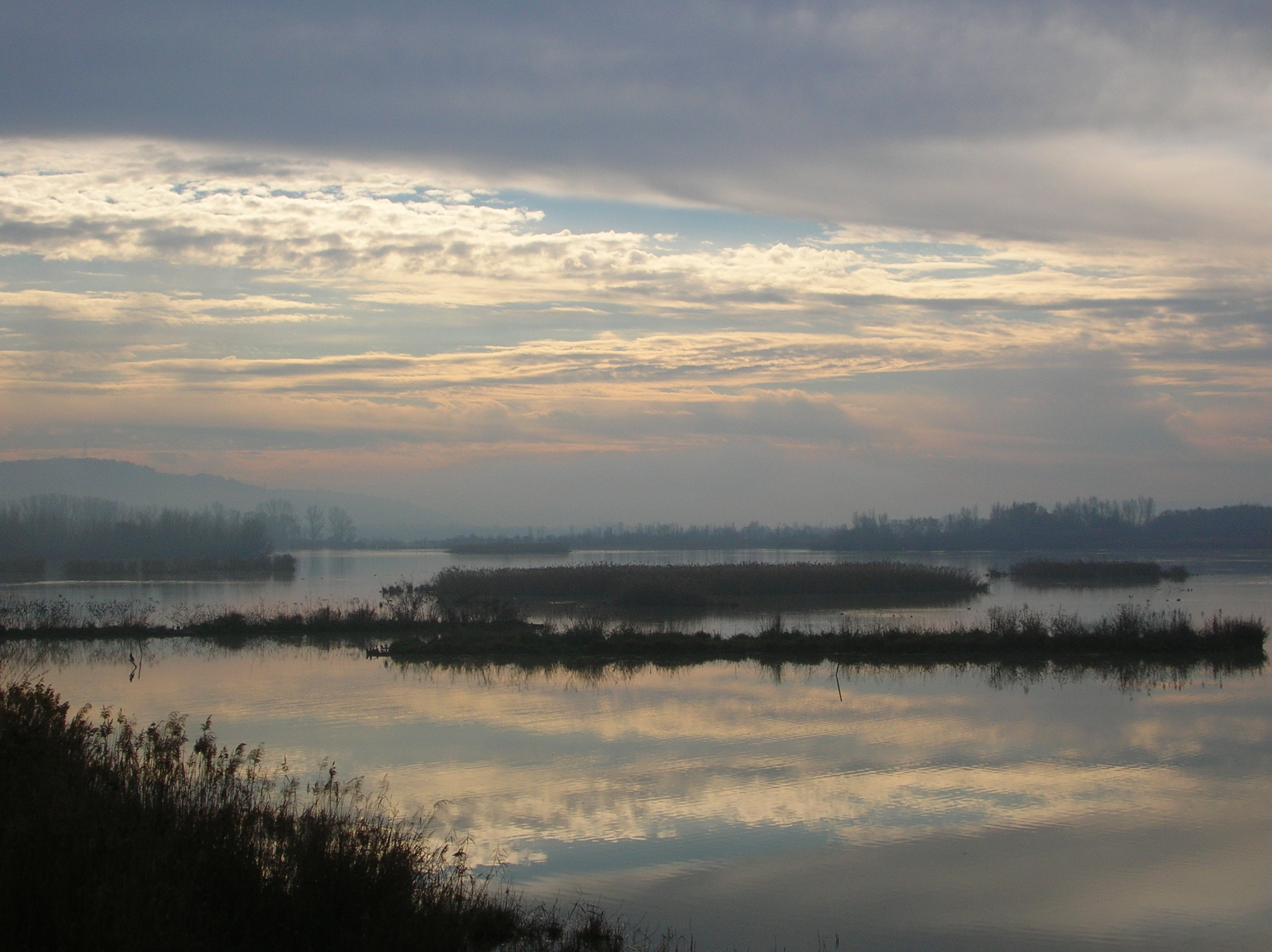
Chiesa di Santa Maria Assunta: di origine medievale, fu rinnovata all'inizio del Cinquecento, come si legge nell'iscrizione del portale, per intervento di Bartolomeo d'Alviano, che nel 1506 la fece dedicare ai Santi Pietro e Paolo.[4] La chiesa conserva alcune opere di pregio: all'ultimo altare a destra è una tavola di Niccolò Alunno rappresentante la Madonna Assunta circondata da angeli glorificanti dipinta nel 1484 ma di solito non visibile perché coperta da una lastra chiusa a chiave.[5] Sulla parete destra è invece un affresco di Giovanni Antonio de' Sacchis, detto il Pordenone, raffigurante la Madonna col Bambino, san Girolamo, san Silvestro Magno, angeli musicanti e la figura forse di Bartolomeo d'Alviano, probabilmente commissionato dalla moglie Pantasilea Baglioni per commemorare il marito dopo la sua morte, quindi tra 1515 e 1517, quando la vedova si trovava certamente ad Alviano, prima del suo trasferimento a Venezia. L'affresco costituisce, insieme agli altri affreschi del Castello, una delle pochissime opere certe del pittore in Italia centrale e una interessante testimonianza del rapporto del pittore con Raffaello, e particolarmente con la sua Madonna di Foligno, allora a Roma.[4] Sulla parete sinistra è una tela con l'Ultima Cena di Anton Maria Fabrizi.
- Castello medievale Doria Pamphili (XV secolo), con un ampio cortile rinascimentale da cui si accede ad una cappella con affreschi del XVII secolo di Giuseppe Bastiani e a tre sale con fregi ed affreschi mitologici attribuiti al Pordenone. All'interno di esso è possibile trovare un Museo della civiltà contadina, con strumenti tipici dell'epoca, tecniche di agricoltura ed immagini tratte dal passato. Come proseguimento della visita museale è possibile visitare Museo dei Capitani di Ventura con una sezione concernente il suo più celebre condottiero Bartolomeo d'Alviano.
- Oasi di Alviano: oasi naturalistica WWF

## Società

### Evoluzione demografica
Abitanti censiti

## Amministrazione

### Gemellaggi
- Valdaone
- Vajnory
- Ondara